# Saint-Ouen-le-Houx
Saint-Ouen-le-Houx (Ausspracheⓘ) ist eine ehemalige französische Gemeinde mit 85 Einwohnern (Stand: 1. Januar 2013) im Département Calvados in der Region Normandie.
Am 1. Januar 2016 wurde Saint-Ouen-le-Houx im Zuge einer Gebietsreform zusammen mit 21 benachbarten Gemeinden als Ortsteil in die neue Gemeinde Livarot-Pays-d’Auge eingegliedert.

## Geografie
Saint-Ouen-le-Houx liegt im Pays d’Auge. Rund 21 Kilometer nördlich des Ortes befindet sich Lisieux. Das ostnordöstlich gelegene Bernay ist gut 35 Kilometer entfernt.

## Bevölkerungsentwicklung
| Jahr                             | 1793 | 1836 | 1876 | 1926 | 1946 | 1975 | 1990 | 2013 |
| Einwohner                        | 130  | 281  | 188  | 137  | 121  | 102  | 73   | 85   |
| Quelle: Cassini, EHESS und INSEE |      |      |      |      |      |      |      |      |

## Sehenswürdigkeiten
- Kirche Saint-Ouen, teilweise aus dem 12. Jahrhundert